# Брђани (Приједор)
Брђани су насељено мјесто у граду Приједор, Република Српска, БиХ. Према попису становништва из 2013. године, у насељу је живјело 1.259 становника.

## Становништво
| Националност       | 1991.          | 1981.          | 1971.          |
| Муслимани          | 1.536 (88,73%) | 1.541 (84,34%) | 1.228 (81,70%) |
| Срби               | 181 (10,45%)   | 252 (13,79%)   | 260 (17,29%)   |
| Хрвати             | 2 (0,11%)      | 2 (0,10%)      | 1 (0,06%)      |
| Југословени        | 7 (0,40%)      | 25 (1,36%)     | 1 (0,06%)      |
| остали и непознато | 5 (0,28%)      | 7 (0,38%)      | 13 (0,86%)     |
| Укупно             | 1.731          | 1.827          | 1.503          |

| Демографија | Демографија | Демографија |
| Година      | Становника  | Становника  |
| ----------- | ----------- | ----------- |
| 1948.       | 1.322       |             |
| 1953.       | 1.353       |             |
| 1961.       | 1.408       |             |
| 1971.       | 1.503       |             |
| 1981.       | 1.827       |             |
| 1991.       | 1.731       |             |
| 2013.       | 1.259       |             |

1. ↑  Муслимани се данас изјашњавају као Бошњаци.